# Wywiad konkurencyjny
Wywiad konkurencyjny – proces definiowania, zbierania, analizowania i dystrybuowania informacji na temat produktów, klientów, konkurentów i jakichkolwiek aspektów otoczenia organizacji potrzebnych, by wspomóc pracowników szczebla kierowniczego w podejmowaniu strategicznych decyzji.
Kluczowe punkty definicji:
1. Wywiad konkurencyjny, w przeciwieństwie do szpiegostwa przemysłowego, jest legalną i etyczną praktyką biznesową.
2. Koncentruje się na zewnętrznym otoczeniu biznesowym[1].
3. Jeśli zebrane informacje są zdobyte w sposób nielegalny, to wtedy nie są informacją w rozumieniu analizy konkurencyjności.

Bardziej szczegółowa definicja analizy konkurencyjności przypisuje jej funkcję organizacyjną, odpowiedzialną za wczesną identyfikację zagrożeń i szans rynkowych, zanim staną się one oczywiste. Eksperci nazywają ten proces analizą wczesnych sygnałów. Ta definicja zwraca uwagę na różnicę pomiędzy rozpowszechnianiem ogólnodostępnych danych (takich jak statystyki rynkowe, raporty finansowe, wycinki prasowe) poprzez biblioteki i centra informacyjne, a wywiadem konkurencyjnym, który ocenia te dane i wydarzenia w kontekście uzyskania przewagi konkurencyjnej.
Wywiad konkurencyjny, często postrzegany jako synonim analizy konkurencji, jest pojęciem szerszym, nie polega tylko na analizowaniu konkurencji, ale zajmuje się również zwiększaniem konkurencyjności organizacji względem jej całego otoczenia i osób bezpośrednio z nią związanych: klientów, konkurentów, dystrybutorów, technologii, danych makroekonomicznych itd.

## Historia rozwoju
Literatura związana z analizą konkurencyjności została szczegółowo przedstawiona w czasopiśmie naukowym The Journal of Competitive Intelligence and Management, które jest wydawane pod egidą The Society of Competitive Intelligence Professionals (stowarzyszenie profesjonalistów zajmujących się analizą konkurencyjności). Pewne elementy pozyskiwania informacji o konkurencji były częścią biznesu od wielu lat. Powszechnie uznaje się, że analiza konkurencyjności miała swój początek w Stanach Zjednoczonych w latach 70. XX wieku. W 1980 r. Michael Porter opublikował książkę Competitive Strategy: Techniques for Analyzing Industries and Competitors na temat strategii konkurencyjnej i technik analizy branż i konkurentów. Badania te uważane są za podwalinę współczesnej analizy konkurencyjności. Od tego czasu duży wkład w rozwój tej dziedziny miała para Craig Fleisher i Babette Bensoussan. Opublikowali oni kilka popularnych książek na temat analizy konkurencyjności, na podstawie których opracowano 48 powszechnie używanych technik analitycznych służących do badania konkurencyjności, które stały się podstawową częścią zestawu narzędzi używanych przez praktyków. W 1985 roku Leonard Fuld opublikował książkę na temat analizy konkurencyjności Competitor Intelligence: How to Get It, How to Use It. W 1988 roku, Ben i Tamara Gilad opublikowali pierwszy formalny model organizacyjny, prezentujący funkcję analizy konkurencyjności w korporacji. Model ten został wdrożony przez większość amerykańskich firm. Pierwszy profesjonalny program certyfikacji został stworzony w 1996 r. wraz z utworzeniem Akademii Analizy Konkurencyjności Fulda-Gilada-Herringa (The Fuld-Gilad-Herring Academy of Competitive Intelligence) w Cambridge, w której ślad poszedł w 2004 roku Instytut Analizy Konkurencyjności (The Institute for Competitive Intelligence).
W 1986 roku, w Stanach Zjednoczonych, zostało założone stowarzyszenie zrzeszające praktyków analizy konkurencyjności: The Society of Competitive Intelligence Professionals. W latach 90. Stowarzyszenie miało już ok. 6000 członków na całym świecie, przede wszystkim w Stanach Zjednoczonych i Kanadzie, jednak również duża liczba członków pochodziła z Wielkiej Brytanii i Niemiec. W związku z problemami finansowymi, w 2009 roku Stowarzyszenie połączyło się z Frost & Sullivan pod egidą Instytutu Frost & Sullivan. Od tego czasu Stowarzyszenie zmieniło nazwę na Stowarzyszenie Analizy Strategicznej i Konkurencyjności (Strategic & Competitive Intelligence Professionals), która podkreśla strategiczną naturę tego zagadnienia, zmieniony został również centralny punkt ogólnej filozofii organizacji, która utrzymała jednak stare logo. Wiele wysiłku zostało włożone, by wprowadzić nauczanie analizy konkurencyjności w szkolnictwie wyższym, co zostało omówione przez kilku autorów, między innymi: Blenkhorna & Fleishera, Fleishera, Fulda, Prescott, i McGonagla. Mimo stwierdzenia, że zasady analizy konkurencyjności mogą być łatwo zidentyfikowane i nauczane w wielu szkołach biznesowych na całym świecie, to nadal istnieje relatywnie mało programów akademickich, seminariów magisterskich oraz doktoratów poświęconych tej dziedzinie. Jest to zjawisko, które niepokoi wielu uczonych, którzy dążą do tego, by dziedzina ta była dalej rozwijana. Problem ten był szeroko omawiany przez kilkunastu ekspertów w specjalnej edycji The Competitive Intelligence Magazine, który był w całości poświęcony temu tematowi. Z drugiej strony praktycy uważają, że to powiększanie doświadczenia zawodowego jest bardziej istotne niż nauczanie teorii.
Rozwój analizy konkurencyjności odbywał się w nierównym tempie w różnych częściach świata. Kilka czasopism akademickich, szczególnie the Journal of Competitive Intelligence and Management, w swoim trzecim zeszycie, omówiło globalny rozwój tej dyscypliny. Na przykład dopiero w 1997 roku została utworzona Ecole de Guerre Economique w Paryżu, Francji. Jest to pierwsza europejska instytucja, która zajmuje się nauczaniem analizy konkurencyjności i taktyk walki konkurencyjnej w globalizującym się świecie. W Niemczech analiza konkurencyjności była poza zainteresowaniem badaczy aż do początku lat 90. Termin “analiza konkurencyjności” po raz pierwszy ukazał się w niemieckiej literaturze dopiero w 1997 roku. Latem 2004 roku został utworzony Instytut Analizy Konkurencyjności (ang. Institute for Competitive Intelligence), który oferuje program studiów podyplomowych dla praktyków związanych z analizą konkurencyjności. Japonia jest obecnie jedynym krajem, który oficjalnie utrzymuje państwową Agencję Analizy Konkurencyjności (JETRO). Została ona założona przez Ministerstwo Handlu Międzynarodowego i Przemysłu (MITI) w 1958 roku.
Biorąc pod uwagę istotność analizy konkurencyjności, wielkie międzynarodowe korporacje, takie jak ExxonMobil, Procter & Gamble i Johnson and Johnson stworzyły jednostki Analizy Konkurencyjności. Co ważniejsze, organizacje wykorzystują działania tych jednostek nie tylko jako ochronę przed zagrożeniami i zmianami, jakie mogą wystąpić na rynku, ale również, jako metodę identyfikowania szans i trendów występujących na rynku.

## Założenia
Organizacje wykorzystują analizę konkurencyjności do porównywania siebie samych z innymi organizacjami (benchmarking konkurencyjny), by zidentyfikować zagrożenia i szanse występujące na rynkach, co pozwala podejmować świadome, strategiczne decyzje. Większość firm w dzisiejszych czasach zaczyna zdawać sobie sprawę z wagi posiadania wiedzy o tym, co robią ich konkurenci i jak zmienia się branża, a zebrane informacje pozwalają organizacjom zidentyfikować ich silne i słabe strony.
Faktyczna istotność zdobytych informacji zależy od poziomu konkurencji rynkowej, kultury organizacyjnej, osobowości i uprzedzeń wysoko postawionych decydentów oraz schematu raportowania analizy konkurencyjności wewnątrz przedsiębiorstwa.
Analiza strategiczna: kładzie nacisk na dłuższy okres, spogląda na problemy, które wpływają na konkurencyjność przedsiębiorstwa w okresie kilku lat. Aktualny horyzont czasowy dla analizy strategicznej ostatecznie zależy od branży i tego, jak szybko się ona zmienia. Ogólnymi pytaniami, na które stara się odpowiadać analiza strategiczna, są: “Jaką pozycję powinno zajmować przedsiębiorstwo za x lat?” i “Jakie są strategiczne zagrożenia i szanse, które na nas czekają?”. Ten typ analizy wymaga między innymi identyfikacji słabych sygnałów i wykorzystania metodologii i procesu zwanego wczesnym strategicznym ostrzeganiem, które zostało wprowadzone przez Gilada, a następnie stosowane przez Stevena Shakera i Vicora Richardsona, Alessandro Comai i Joaquina Tena, i innych. Według Gilada 20% pracy, którą zajmują się pracownicy odpowiedzialni za analizę konkurencyjności, to strategiczna, wczesna identyfikacja słabych sygnałów w obrębie modelu wczesnego strategicznego ostrzegania.
Analiza taktyczna: kładzie nacisk na uzyskiwanie informacji, które mogą przyczynić się do poprawy decyzji krótkoterminowych, najczęściej związanych z chęcią powiększenia dochodów i udziałów w rynku. Ogólnie rzecz biorąc, jest to typ informacji, które są potrzebne, by wspomóc proces sprzedaży w organizacji. Zajmuje się ona badaniem różnych aspektów związanych z marketingiem produktów: • Produkt – co jest sprzedawane? • Cena – jaka jest ustalona cena? • Promocja – jakie działania są podejmowane w celu promocji produktu? • Miejsce – gdzie jest sprzedawany produkt? • Inne – struktura agencji handlowych, przygotowywanie badań klinicznych, sprawy techniczne itd.
Z odpowiednią ilością informacji, organizacje mogą uniknąć nieprzyjemnych niespodzianek poprzez antycypowanie ruchów konkurencji i skracanie czasu reakcji. Przykłady używania analizy konkurencyjności są widoczne w życiu codziennym: ważniejsze linie lotnicze zmieniają setki opłat dziennie w odpowiedzi na zmieniającą się taktykę konkurentów, wykorzystują informację, by zaplanować własne strategie marketingowe, cenowe i produkcyjne.
Zasoby, takie jak Internet, sprawiły, że zbieranie informacji o konkurentach jest bardzo łatwe. Jednakże analiza konkurencyjności jest czymś znacznie więcej, jej celem ostatecznym jest doprowadzenie przedsiębiorstwa do uzyskania przewagi konkurencyjnej. Jako że Internet jest miejscem, gdzie dostępne są materiały publiczne, informacje zbierane z jego wykorzystaniem wykazują mniejsze prawdopodobieństwo zrozumienia przeciwnika, które byłoby udziałem wyłącznie tej firmy. Co więcej, istnieje ryzyko, że informacja dostępna w Internecie może być używana do dezinformowania i wprowadzania konkurentów w błąd, więc badacze zaangażowani w analizę konkurencyjności są często nieufni wobec używania informacji pochodzących z tego źródła.
W rezultacie, chociaż Internet postrzegany jest jako ważne źródło informacji, większość specjalistów od analizy konkurencyjności zbiera informacje poprzez wykorzystywanie źródeł pierwotnych: współpracę z ekspertami z branży, udział w wystawach i pokazach, przy pomocy ich własnych klientów i dostawców itd. Internet wykorzystywany jest jako pierwotne źródło badawcze o tym, co przedsiębiorstwo mówi o sobie i swojej obecności w Internecie (w formie linków do innych przedsiębiorstw, strategii związanych z wyszukiwarkami internetowymi, reklam internetowych, wzmianek na forach dyskusyjnych i blogach itd.). Również ważne są internetowe, subskrypcyjne bazy danych i źródła agregujące wiadomości, które ułatwiają zbieranie danych wtórnych. Social media stają się również coraz bardziej istotne, ponieważ dostarczają potencjalnych kandydatów do rozmowy, jak również opinie i postawy pracowników konkurencji (np. Facebook) oraz są źródłem najnowszych wiadomości (np. portal Twitter).
Istotne jest, by organizacje były ostrożne i oprócz analizowania starej konkurencji zwróciły uwagę na pojawienie się nowej konkurencji. Posiadanie bogatszej wiedzy o przeciwnikach pozwoli firmie szybciej się rozwijać i odnieść sukces. Wykorzystywanie analizy konkurencyjności z każdym rokiem staje się coraz bardziej popularne, większość przedsiębiorstw i studentów kierunków biznesowych zdaje sobie obecnie sprawę, że znajomość własnej konkurencji jest bardzo istotna.

## Różnica pomiędzy analizą konkurencyjności a podobnymi dziedzinami
Analiza konkurencyjności jest często mylona z innymi dziedzinami, bądź postrzegana jako posiadająca wspólne elementy z dziedzinami takimi jak analiza rynku, analiza otoczenia, analiza biznesowa, badania marketingowe. Niektórzy nawet zastanawiają się, czy nazwa „analiza konkurencyjności” jest właściwa do określenia tej dziedziny. W rozdziale swojej książki z 2003 roku Fleisher kontrastuje analizę konkurencyjności z analizą biznesową, analizą konkurencji, zarządzaniem wiedzą, analizą rynku, badaniami marketingowymi i analizą strategiczną.
Argumentem wysuwanym przez Craiga Fleishera jest sugestia, że analiza biznesowa ma dwie formy. W jej węższej (współczesnej) formie jest bardziej związana z technologią informacyjną i nastawiona na wnętrze niż analiza konkurencyjności, z drugiej strony szersza (historyczna) definicja w rzeczywistości obejmuje szerszy zakres, niż współczesna praktyka analizy konkurencyjności.
Analiza rynkowa jest to analiza skoncentrowana na branży w oparciu o mające miejsce w czasie rzeczywistym (tzn. dynamiczne) aspekty wydarzeń konkurencyjnych, związane z 4P marketing mix (cena, miejsce, promocja, produkt) na rynku produktu bądź usługi, w celu lepszego zrozumienia atrakcyjności tego rynku. Analiza rynku, jako strategia oparta na czasie, używana jest przez menedżerów z zakresu marketingu i sprzedaży, by przyczynić się do szybszej odpowiedzi na działania konsumentów w dynamicznym, pionowym (tzn. branżowym) rynku. Craig Fleisher sugeruje, że metoda ta nie jest tak powszechnie używana, jak inne formy analizy konkurencyjności, które są wdrażane przez innych (niezwiązanych z marketingiem) decydentów. Analiza rynku charakteryzuje się również krótszym horyzontem czasowym od analizy konkurencyjności, a jej działania zamykają się w obrębie dni, tygodni, bądź w niektórych dziedzinach gospodarki, kilku miesięcy.
Badania marketingowe są taktyczną, metodyczną dziedziną, w której skład wchodzi w większości analiza neutralnych źródeł pierwotnych, które badają konsumentów przez pryzmat ich przekonań i spostrzeżeń i które zbierane są za pomocą ankiet i grup fokusowych i analizowane są za pomocą technik badań statystycznych. Analiza konkurencyjności, wprost przeciwnie, wykorzystuje większą liczbę źródeł (zarówno pierwotnych, jak i wtórnych), obejmujących szerszą grupę interesariuszy (dostawców, konkurentów, dystrybutorów, substytutów, opinii publicznej itp.), a jej zadaniem jest nie tylko znalezienie odpowiedzi na istniejące pytania, ale również formułowanie nowych pytań i działań.
W artykule Bena Gilada i Jana Herringa z 2001 roku autorzy przedstawiają zbiór podstawowych pojęć, które definiują unikatową naturę analizy konkurencyjności i odróżniają ją od innych, bogatych w informację działań, takich jak analiza rynkowa czy zarządzanie rozwojem przedsiębiorstwa. Wskazują oni, że spójny zasób wiedzy i unikatowy zestaw używanych narzędzi (wojny biznesowe, analiza martwych stref, najważniejsze działy informacji) sprawiają, że analiza konkurencyjności wyróżnia się na tle innych metod i kiedy inne działania przedsiębiorstwa związane z informacją zewnętrzną koncentrują się na jednej kategorii uczestników rynku (klientów bądź dostawców lub celów przejęć), analiza konkurencyjności jest jedyną dyscypliną łączącą różne podejścia, która zmierza ku syntezie danych o wszystkich znaczących uczestnikach (HIP).

## Etyka
Etyka była problemem długo dyskutowanym przez praktyków analizy konkurencyjności. Pragnęli oni ustalić, co jest, a co nie jest dopuszczalne w praktykowaniu analizy konkurencyjności. Powstało wiele znakomitych naukowych publikacji na ten temat, większość z nich to publikacje Society of Competitive Intelligence Professionals. Książka Competitive Intelligence Ethics: Navigating the Gray Zone przedstawia najbardziej popularne punkty widzenia na temat etyki analizy konkurencyjności.
Informacje wykorzystywane w analizie konkurencyjności mogą być uzyskiwane z publicznych źródeł, subskrypcji, z nieformalnej wymiany informacji z pracownikami konkurencji lub klientami. Analiza konkurencyjności różni się od szpiegostwa przemysłowego tym, że analitycy konkurencyjności zobligowani są do przestrzegania norm prawnych i etycznych.